# The Hives
I The Hives sono un gruppo musicale garage punk/rock svedese formatosi a Fagersta nel 1993.

## Storia del gruppo

### Primi anni
Il gruppo si forma nel 1993, la leggenda narra che un certo Randy Fitzsimmons avrebbe inviato una lettera a tutti e cinque i membri chiedendo di formare una band. Fitzsimmons è anche accreditato come autore delle canzoni del gruppo. Da allora è stato sospettato che "Randy Fitzsimmons" sia uno pseudonimo di Nicholaus Arson. Il primo demo è Sounds Like Sushi, datato 1994. Dopo aver firmato per la Burning Heart, pubblicano l'EP di debutto, ossia Oh Lord! When? How? il 1º giugno 1996. Nel 1997 il gruppo pubblica un album intitolato Barely Legal (che è anche un soprannome del chitarrista Vigilante Carlstroem) ed inizia ad esibirsi in tour. Il successivo EP è A.K.A. I-D-I-O-T.

### Il successo
Il secondo album in studio è Veni Vidi Vicious, pubblicato nell'aprile 2000 e distribuito dalla Warner Music Group. Contiene i singoli Hate to Say I Told You So, Main Offender, Supply and Demand e Die, All Right!.
Alan McGee decide successivamente di scritturare la band per la sua etichetta discografica Poptones. Con questa etichetta il gruppo pubblica la raccolta Your New Favourite Band nel 2001. Questo disco raggiunge la posizione numero 7 nella classifica britannica Official Albums Chart. Dopo il successo del disco, vengono ripubblicati alcuni singoli dell'album Veni Vidi Vicious, che entrano in classifica nel 2002. Inoltre l'album Veni Vidi Vicious viene pubblicato anche negli Stati Uniti. Si instaura una disputa tra i The Hives e la Burning Heart dopo che il gruppo sigla un contratto con la Universal Music.
Dopo un'intensiva attività live, il gruppo ritorna in Svezia dove registra il loro terzo album. Il risultato è Tyrannosaurus Hives, pubblicato nel 2004. L'album include i successi Walk Idiot Walk (numero 13 nella Official Singles Chart) e Two-Timing Touch and Broken Bones. Il gruppo vince anche due NME Awards nel 2003 nelle categorie "Best International Band" e "Best Dressed Band". Inoltre il disco vince cinque Grammis svedesi nel 2005.
Nell'agosto 2007 pubblicano il singolo Tick Tick Boom, mentre nel successivo mese di ottobre pubblicano l'album The Black and White Album, registrato ad Oxford (Mississippi), Miami e in Svezia. Il brano Tick Tick Boom ed altre canzoni del gruppo sono utilizzate in diversi spot commerciali, videogiochi e serie televisive. Nel gennaio 2008 il gruppo vince un premio ai Grammis svedesi nella categoria "Best Live Act".

### Festival musicali e nuovo EP
Nel luglio 2010 viene pubblicato l'EP Tarred and Feathered, contenente alcune cover. Durante il periodo 2010-2011 il gruppo partecipa a numerosi festival musicali in giro per il mondo, tra cui lo Sziget Festival in Ungheria, il Rock am Ring in Germania, l'Hard Rock Calling, il Wireless Festival nel Regno Unito (2010), lo Splendour in the Grass in Australia (2011) ed il rock in idRho a Milano (2011).

### Lex Hives e il ritiro di Mattias Bernvall/Dr. Matt Destruction
Nel marzo 2012 la band annuncia il suo quinto album dal titolo Lex Hives, pubblicato dall'etichetta di proprietà della band, Disque Hives, nel mese di giugno. Il primo singolo pubblicato è Go Right Ahead. In precedenza erano stati diffusi su YouTube alcuni teaser trailer promozionali.
Nel 2014 il bassista Dr. Matt Destruction (Mattias Bernvall) lascia la band per motivi di salute.
Il 13 febbraio 2015 esce il singolo Blood Red Moon. Il 17 maggio 2019 esce il singolo I'm Alive, seguito da Good Samaritan, prodotti insieme alla etichetta AWAL.

### Il ritorno con l'album The Death of Randy Fitzsimmons
Il 2 maggio 2023 esce il nuovo singolo Bogus Operandi, con un videoclip, che anticipa l'uscita del nuovo album intitolato The Death of Randy Fitzsimmons, pubblicato l'11 agosto. Questo è il primo album con il bassista Johan And Only (alias di Johan Gustafsson) entrato nella band nel 2014, in sostituzione di Dr. Matt Destruction (alias di Mattias Bernvall). Il secondo singolo, Countdown to Shutdown, viene pubblicato il 13 giugno. L'11 luglio pubblicano il terzo singolo Rigor Mortis Radio. Il 1º agosto pubblicano i singoli Trapdoor Solution e The Bomb.

## Collaborazioni
Nel 2006 il gruppo ha registrato il brano Throw It on Me insieme al produttore hip hop Timbaland, contenuto nell'album di quest'ultimo Timbaland Presents Shock Value (2007). Il gruppo collabora anche con i The Raconteurs di Jack White e con i N.E.R.D (per Seeing Sounds, in cui vengono accreditati i singoli membri del gruppo non a nome The Hives). Nell'ottobre 2008 il gruppo collabora con Cyndi Lauper per il singolo natalizio A Christmas Duel. Inoltre lavorano con il rapper svedese Petter.

## Caratteristiche tecniche
I The Hives utilizzano, dal vivo, solo ed esclusivamente strumentazione con connessione via cavo. Non utilizzano nessun collegamento con strumentazione radio microfonica. Per questo motivo dal vivo, sono sempre assistiti da alcuni tecnici, chiamati dalla stessa band "Ninja", (in quanto sono vestiti e camuffati come dei Ninja per l'appunto), che intervengono costantemente durante le loro esibizioni.

## Formazione

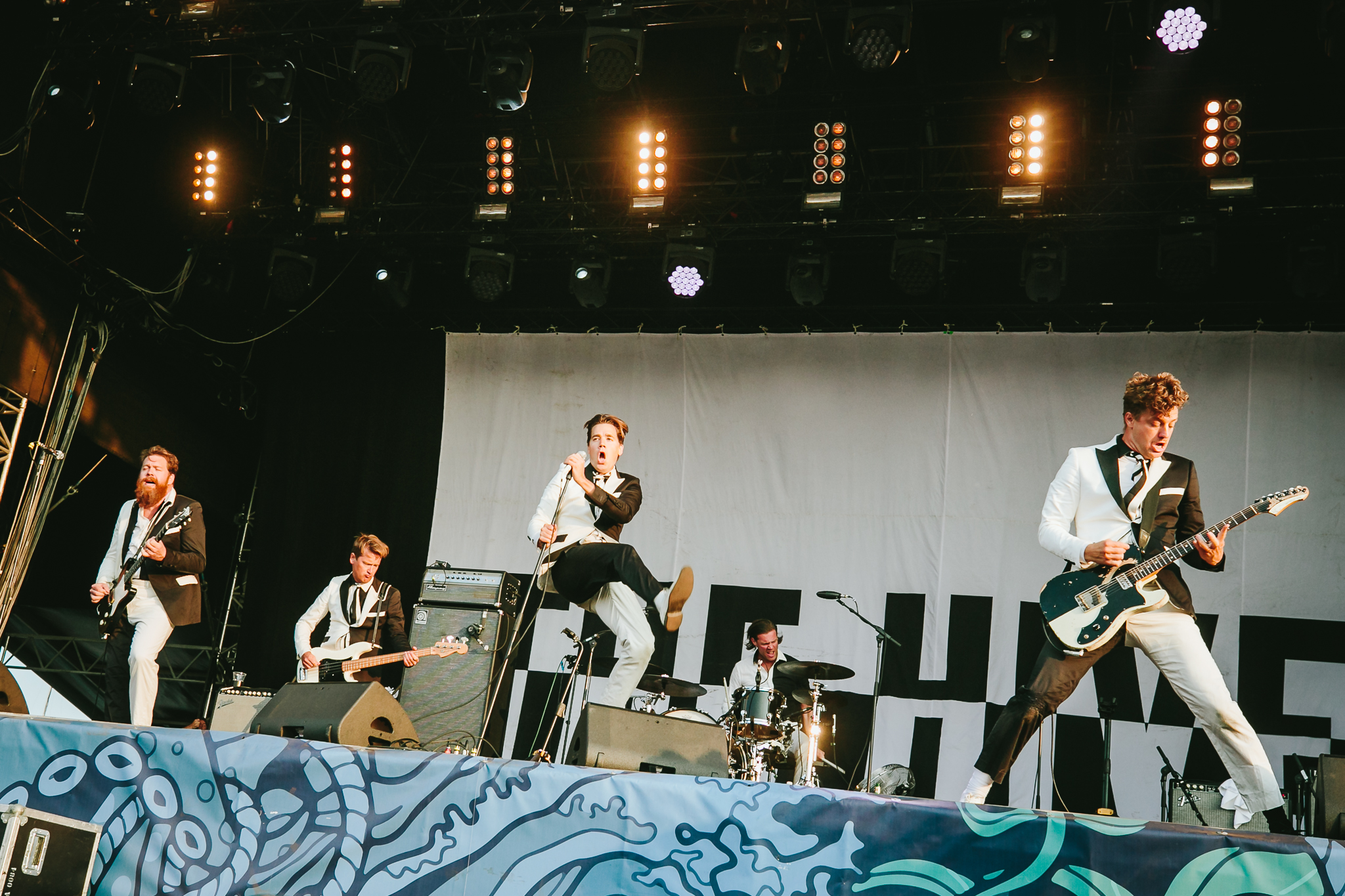
The Hives in concerto nel 2018

### Formazione attuale
- Howlin' Pelle Almqvist (Per Almqvist) - voce, pianoforte
- Nicholaus Arson (Niklas Almqvist) - chitarra
- Vigilante Carlstroem (Mikael Karlsson) - chitarra
- Chris Dangerous (Christian Grahn) - batteria
- Johan And Only (Johan Gustafsson) - basso elettrico (dal 2014)

### Ex componenti
- Dr. Matt Destruction (Mattias Bernvall) - basso (1993 - 2014)

## Discografia

### Album in studio
- 1997 – Barely Legal
- 2000 – Veni Vidi Vicious
- 2004 – Tyrannosaurus Hives
- 2007 – The Black and White Album
- 2012 – Lex Hives
- 2023 – The Death of Randy Fitzsimmons

### Raccolte
- 2001 – Your New Favourite Band

### EP
- 1994 – Sounds Like Sushi (demo)
- 1996 – Oh Lord! When? How?
- 1998 – A.K.A. I-D-I-O-T
- 1998 – A Killer Among Us
- 2010 – Tarred and Feathered

### Album dal vivo
- 2020 – Live at Third Man Records

## Album video
- 2004 – Tussles in Brussles

### Singoli
- 2000 – Hate to Say I Told You So (riedita nel 2002)
- 2001 – Main Offender
- 2001 – Supply and Demand
- 2001 – Die, All Right!
- 2004 – Abra Cadaver
- 2004 – Walk Idiot Walk
- 2004 – Two-Timing Touch and Broken Bones
- 2005 – A Little More for Little You
- 2007 – Throw It on Me (con Timbaland)
- 2007 – Tick Tick Boom
- 2008 – T.H.E.H.I.V.E.S.
- 2008 – Won't Be Long
- 2008 – A Christmas Duel (con Cyndi Lauper)
- 2012 – Go Right Ahead
- 2012 – Wait a Minute
- 2015 – Blood Red Moon
- 2019 – I'm Alive
- 2019 – Good Samaritan
- 2023 – Bogus Operandi
- 2023 – Countdown to Shutdown
- 2023 – Rigor Mortis Radio